# Reform UK
Reform UK (Реформуй Об'єднане Королівство) — правопопулістська політична партія у Великій Британії. Найджел Фараж очолює партію з червня 2024 року, а Річард Тайс обіймає посаду заступника лідера партії з липня 2024 року. Наразі партія має п'ять членів парламенту у Палаті громад і одного члена Лондонської асамблеї. Партія також має представництво на рівні місцевого уряду, причому більшість її місцевих радників перейшли до Reform UK з Консервативної партії. Після того, як Фарадж поновив лідерство під час парламентських виборів 2024 року, підтримка партії різко зросла. Після виборів вона стала третьою за кількістю голосів партією, набравши 4,117,610 голосів і загалом набрала 14,3 відсотка голосів.
Партію було засновано в листопаді 2018 року під назвою Партія Brexit (англ. Brexit Party), яка виступає за Brexit без угоди, вона отримала найбільше місць на виборах до Європейського парламенту 2019 року у Великобританії, але не отримала жодного місця на парламентських виборах 2019 року. Велика Британія вийшла з Європейського Союзу у січні 2020 року. Через рік, у січні 2021 року, партія отримала назву Reform UK. Під час пандемії COVID-19 партія виступала проти подальших карантинів. З 2022 року партія проводить кампанію на ширшій платформі, зокрема обіцяє скоротити імміграцію до Великобританії, підтримує низькі податки та виступає проти чистих нульових викидів.
Фараж, який раніше володів 60 % Reform UK Party Ltd до того, як відмовився від своїх акцій, був у першій половині 2010-х років лідером Партії незалежності Сполученого Королівства (UKIP), правопопулістської та євроскептичної партії, після референдуму про членство в ЄС 2016 року він став лідером Партії Brexit. Партія отримала 29 місць на виборах до Європейського парламенту в травні 2019 року, що стало найкращим результатом для будь-якої окремої партії в 9-му Європейському парламенті. Партія Brexit проводила кампанію за Brexit без угоди, до неї відійшли відомі представники Консервативної партії, зокрема Енн Віддеком і Аннунціата Ріс-Моґґ. Після обрання Бориса Джонсона лідером Консервативної пратії Фараж запропонував йому виборчу угоду на загальних виборах 2019 року, яку Джонсон відхилив. Партія Brexit в односторонньому порядку вирішила не висувати кандидатів проти діючих консерваторів.
До травня 2020 року, коли Британія вийшла з ЄС, партія зосередилася на реформуванні британської демократії, і було запропоновано змінити назву з Brexit Party на Reform Party. Пандемія COVID-19 почалася у Великій Британії в 2020 році, і консервативний уряд запровадив серію вседержавних карантинів. Приблизно наприкінці року Фараж перейменував партію в Reform UK і зосередився на кампанії проти карантину. Фараж пішов з посади лідера в березні 2021 року, і його змінив Річард Тайс. У березні 2024 року Лі Андерсон, який у 2019 році був обраний депутатом від Консервативної партії, перейшов до Reform UK, ставши першим депутатом партії. 3 червня 2024 року Тайс оголосив, що Фарадж знову стане лідером, а Тайс залишиться головою. Партія отримала п'ять місць на загальних виборах у 2024 році — вперше, коли Reform UK обрала депутатів до Палати громад.

## Історія

### Партія Brexit
Про заснування Партії Brexit у листопаді 2018 року було офіційно оголошено 20 січня 2019 року колишнім речником Партії незалежності Сполученого Королівства з питань економіки Кетрін Блейлок, яка була першою лідеркою партії. 5 лютого 2019 року партію було зареєстровано у виборчій комісії Сполученого Королівства для висування кандидатів на виборах в Англії, Шотландії, Уельсі та Європейському Союзі.
У день оголошення Найджел Фарадж, який був незалежним депутатом Європарламенту після свого відходу з UKIP на початку грудня 2018 року, сказав, що партія була ідеєю Блейклок, але вона діяла за його повної підтримки. 8 лютого 2019 року Фарадж заявив, що балотуватиметься як кандидат від партії на будь-яких потенційних майбутніх виборах до Європейського парламенту у Великій Британії. Члени Європарламенту Стівен Вулф і Натан Гілл, також колишні члени UKIP, заявили, що вони також балотуватимуться від партії, хоча згодом Вулфу не дозволили це зробити.
22 листопада 2019 року Brexit Party виклали свої пропозиції для парламентських виборів у Великій Британії 2019 року. Вони охоплювали широкий спектр політичних питань, включаючи оподаткування, реформування політики, імміграцію та навколишнє середовище. Партія отримала два відсотки голосів на виборах, і жоден із 273 її кандидатів не отримав місця.

### Перехід в Reform UK

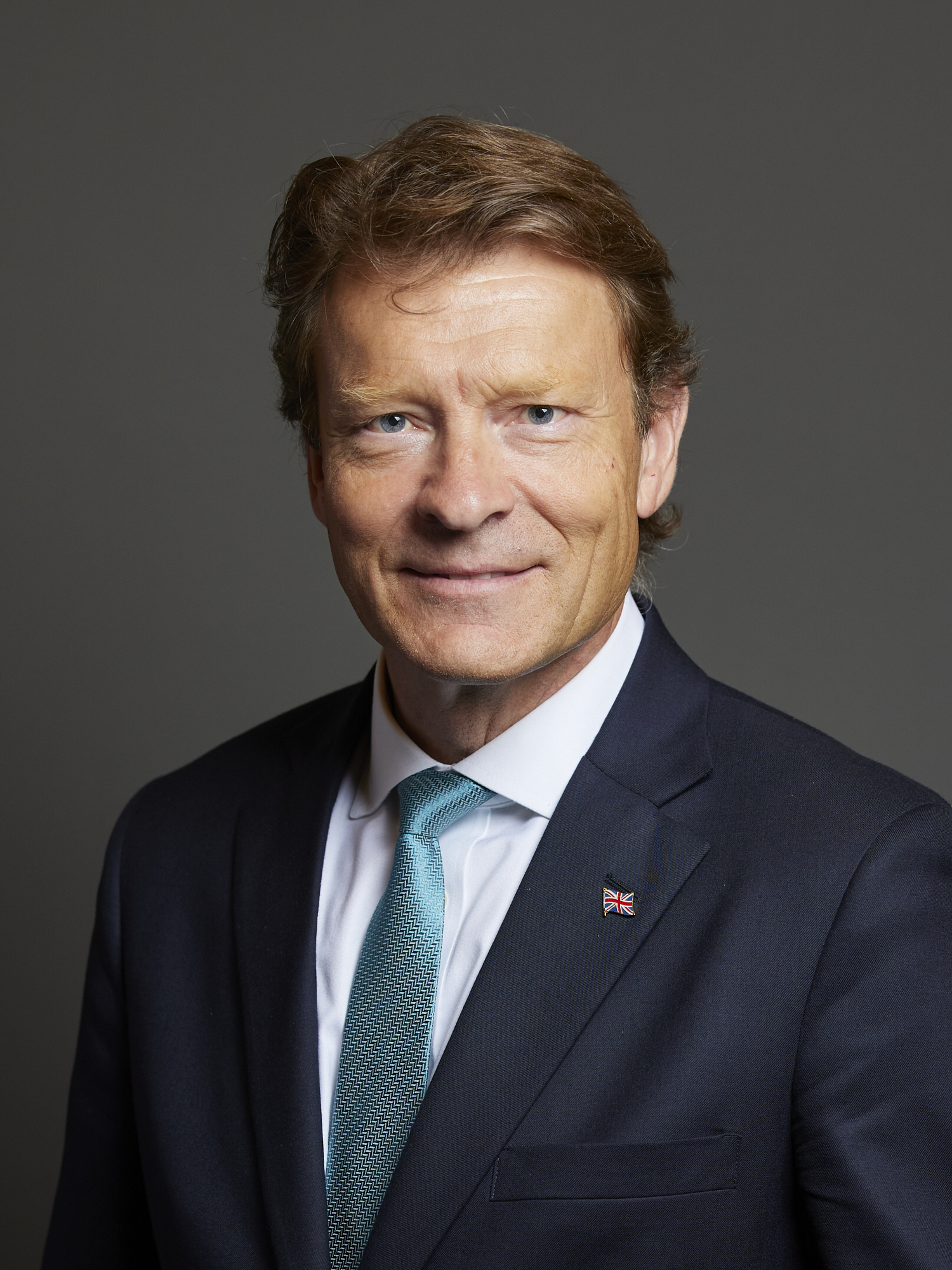
Колишній лідер партії Річард Тайс

Перед парламентськими виборами 8 грудня 2019 року лідер партії Найджел Фарадж оголосив, що після Brexit партія змінить назву на «Reform Party» і буде проводити кампанію за зміни виборчої системи та структури Палати громад.
Фарадж залишив пост лідера в березні 2021 року, його змінив голова партії Річард Тайс. Колишній депутат Європарламенту від Північно-Західної Англії Девід Булл був призначений заступником лідера партії 11 березня 2021 року. 26 березня 2021 року було оголошено, що колишній член Європарламенту від Brexit Party Натан Гілл став лідером Reform UK Уельс.

### Події перед парламентськими виборами 2024 року

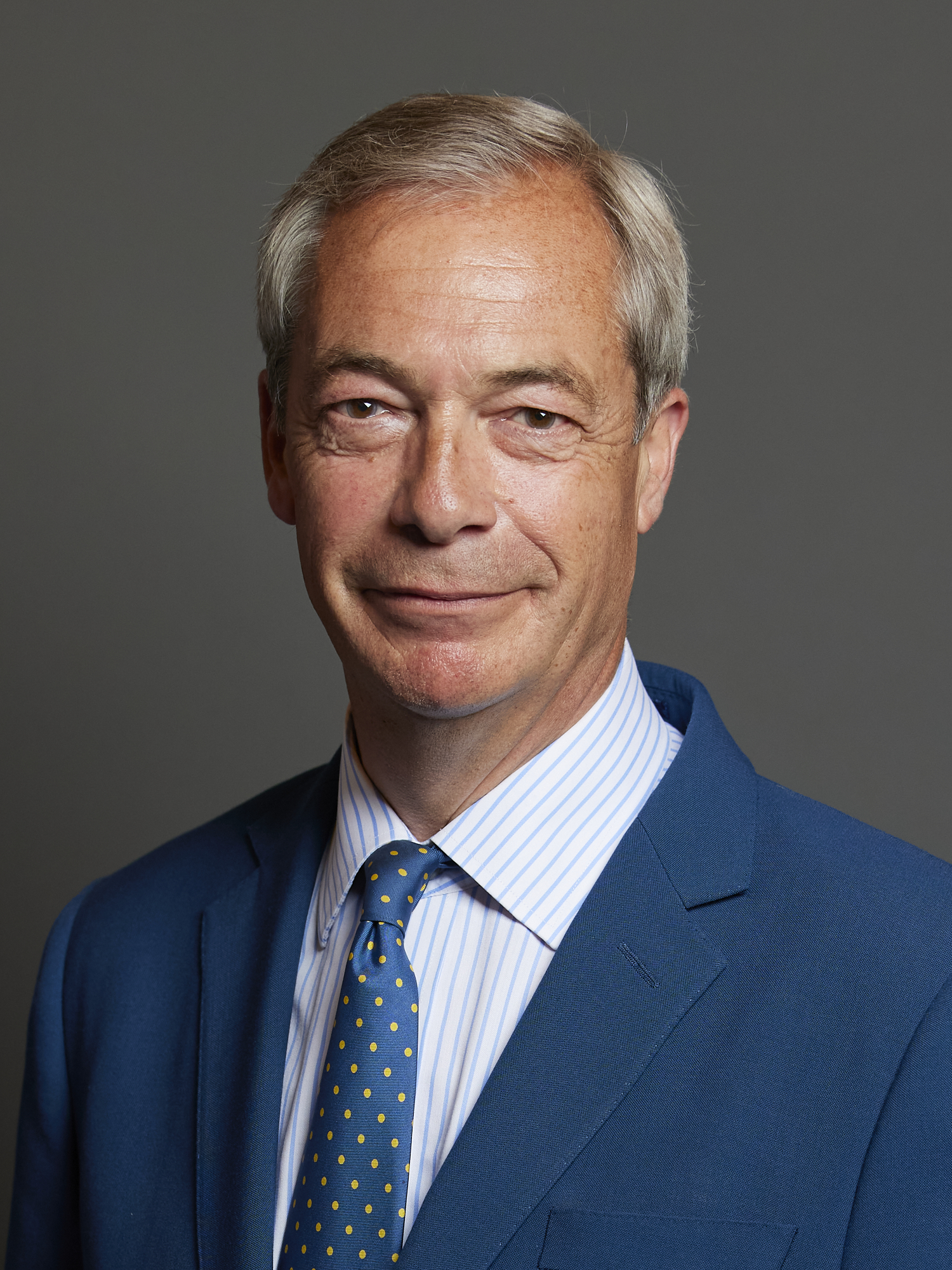
Нинішній лідер партії Найджел Фараж

ЗМІ знову звернули увагу на Reform UK у грудні 2022 року під час кризи вартості життя після того, як Фараж оголосив, що на наступних загальних виборах буде висунуто повний список кандидатів. Тайс залишився лідером партії. Після того, як деякі опитування громадської думки засвідчили помірне зростання підтримки Reform UK, The Daily Telegraph назвала партію «правою загрозою» консервативному уряду прем'єр-міністра Ріші Сунака.
У квітні 2024 року двох кандидатів у парламент було виключено через коментарі в соціальних мережах у 2019—2021 роках. Джонатан Кей, який мав балотуватися в Саут-Ріббл, у 2019 році написав у Twitter, що середній IQ африканців «один із найнижчих у світі». Мік Грінхау, який мав виступати в Орпінгтоні, у 2019 році написав у Twitter, що «Більшість євреїв — розумні люди. Їхня проблема — євреї-ашкеназі, які спричинили світові величезні страждання». Ґрінхауґ також стверджував, що архієпископ Кентерберійський Джастін Велбі був «євреєм і ближчим до культурного марксизму, ніж до християнства». Представник Reform сказав, що хоча партія захищала «право своїх кандидатів на свободу слова», вони «діють швидко, коли ми виявляють, що заяви окремих осіб не відповідають їх стандартам».
Reform UK підтримала кандидатів у парламент, які поширювали в Інтернеті теорії змови, на парламентських виборах у Великій Британії 2024 року. Теорії змови, які пропагували їх кандидати, включають називання кліматичної кризи «вигадкою», змови проти вакцин, заперечення існування ісламофобії та теорію змови про хіміотраси.
3 червня 2024 року Фараж змінив Тайса на посаді лідера партії. Вона отримала п'ять депутатів в Англії на загальних виборах у липні 2024 року, а її північноірландська філія TUV отримала одне місце.

### Після парламентських виборів 2024 року
26 грудня 2024 року Reform UK заявила, що обігнала консерваторів і стала другою за кількістю членів партією Великобританії після Лейбористів. Лідер консерваторів Кемі Баденок пізніше заявила у Twitter, що загальна кількість членів Reform була підробкою. Після цього Reform попросила Financial Times, Sky News, The Spectator і The Daily Telegraph перевірити зовнішній і внутрішній код їх вебсайту та базові дані щодо номерів членів партії. Кожне ЗМІ згодом підтвердило точність лічильника членства. Фараж спростував претензії Баденох, заявивши, що звинувачення були «ганебними» і погрожував судовим позовом, якщо Баденох не вибачиться.
5 січня 2025 року власник Twitter Ілон Маск публічно закликав Фараджа залишити посаду лідера Reform UK, що ознаменувало раптову відмову від підтримки. Раніше Маск підтримував Фараджа та позував з ним для фотографій, але пізніше написав у Twitter: «Reform Party потрібен новий лідер. Фарадж не має того, що потрібно». Відмова від підтримки відбулася після того, як Фарадж не погодився та дистанціювався від коментарів Маска на підтримку Томмі Робінсона, якого ув'язнили за неповагу до суду. Через два дні Фарадж заявив, що мав на меті «залагодити стосунки» з Маском, якого він назвав «героїчною фігурою».

## Ідеологія та платформа
Reform UK є правою політичною партією. Партію називають антиміграційною. Британський професор політики Метью Гудвін описав партію як націонал-популістів тоді як Гудвін та інші описали партію Brexit як неоліберальну, популістську, правопопулістську, право-націоналістичну і праворадикальну. У травні 2024 року Фарадж заявив, що Reform UK стає «абсолютно новим консервативним рухом».
У 2024 році французька газета Le Monde назвала Reform UK ультраправою партією.
У березні 2024 року BBC також назвала партію ультраправою, але незабаром відкликала свою заяву та вибачилася перед Reform UK, написавши, що опис партії як ультраправої «не відповідає нашим звичайним редакційним стандартам». Коментуючи цей інцидент, політолог Тім Бейл написав, що маркування Reform UK як ультраправого є марним, і що це «викликає занадто глибоку реакцію та водночас є надто широким, щоб мати сенс». Бейл відзначив важливість розрізнення «крайніх правих» і «правопопулістських радикалів». Сама Reform UK відкидає такі описи і пригрозила судовим позовом проти ЗМІ, які їх використовують.

#### Парламентські вибори у Великій Британії 2024 року
17 червня 2024 року Reform UK оприлюднила свій маніфест, який вони назвали контрактом, і Фараж представив його під час інтерв'ю. Пропозиції щодо політики включали:
- Урізання податків, включаючи: підвищення мінімального порогу податку на доходи до 20,000 фунтів, підвищити вищий поріг з 50,271 фунтів до 70,000 фунтів[80] і скасування податків на спадок нижче 2 мільйонів фунтів.[81][82]
- Зменшення легальної міграції заморозивши «не основну» іміграції, і усунення нелегальної міграції скасувавши поселення будь-яких нелегальних мігрантів, повернення мігрантів, які пррипливають через Ла-Манш назад до Франції. Для заохочення компанії наймати британських працівників, вони хочуть підвищити національне страхування до 20 % для іноземців.[81][82]
- Запровадження «патріотичного навчання» у школах, наприклад, під час пояснення імперіалізму і рабства тахож надаються інші неєвропейські приклади. «Трангендерну ідеологію» буде заборонено, зміна займенників буде заборонена, університети мають запропонувати курси на два роки, щоб зменшити студентську заборгованість.[81][82] Заохочення використання приватних шкіл, надаючи їм зменшення податків.[83]
- Вихід з Конвенції про захист прав людини і основоположних свобод.[84]
- Вихід з Всесвітньої організації охорони здоров'я, якщо її не буде реформовано.[85]

### Лідери
Reform UK мала трьох лідерів. Кетрін Блейлок була його першою лідеркою на початку 2019 року. Найджел Фарадж був керівником з березня 2019 року до березня 2021 року, коли він пішов у відставку, а цю роль обійняв Річард Тайс. 3 червня 2024 року було оголошено, що Тайс запросив Фараджа повернутися на посаду лідера, і Фараж прийняв цю пропозицію.
| №   | Лідер (народження)           | Портрет                      | У офісі з       | Покинув офіс    | Тривалість терміну |
| --- | ---------------------------- | ---------------------------- | --------------- | --------------- | ------------------ |
| 1   | Катерні Блейклок (нар. 1963) |                              | 20 січня 2019   | 20 березня 2019 | 0 років, 59 днів   |
| 2   | Найджел Фарадж (нар. 1964)   |                              | 22 березня 2019 | 6 березня 2021  | 1 рік, 349 днів    |
| 3   | Річард Тайс (нар. 1964)      | Tice photographed from below | 6 березня 2021  | 3 червня 2024   | 3 роки, 89 днів    |
| (2) | Найджел Фарадж (нар. 1964)   |                              | 3 червня 2024   |                 | 1 рік, 25 днів     |